# Producte (matemàtiques)
En matemàtiques, el producte de nombres enters, reals o complexos és el resultat de la seva multiplicació o bé l'expressió que indica els factors que s'han de multiplicar. Quan es multipliquen nombres enters o reals, l'ordre dels factors no altera el producte: això s'anomena propietat commutativa. Tanmateix, si es multipliquen matrius o elements d'altres àlgebres associatives el producte sí que depèn de l'ordre dels factors.
L'operador de producte pel producte d'una successió es denota per la lletra majúscula grega pi ({\displaystyle \textstyle \prod }), en analogia amb la lletra majúscula grega sigma ({\displaystyle \textstyle \sum }), que és el símbol del sumatori. El producte d'una successió que consisteix només d'un nombre és aquest mateix nombre. El producte de cap factor es coneix com a producte buit i és igual a 1 per definició.